# 馬光 (東漢)
馬光（？年—94年），字叔山，扶風郡茂陵縣（今陝西省興平市東北）。馬援三子。東漢許侯。

## 生平
永平十二年（69年），馬光與其兄馬防任黃門侍郎。
馬光後來從越騎校尉遷任執金吾。建初四年（79年），漢章帝封馬廖為順陽侯、馬防為潁陽侯、馬光為許侯。明德太后得知後反對，馬廖等人也請求辭退，願降為關內侯，漢章帝不肯。馬廖等人不得已接受封爵，但上書請求辭官，漢章帝准許。五月，馬防、馬廖、馬光都以特進的身分回家休養，隔年（80年），馬光被任命為衛尉。
建初八年（83年），侄子馬豫向朝廷投書抱怨，官吏參奏馬防、馬光兄弟奢侈逾制，全部都被免官遣返回封地。馬光比馬防謹慎收斂，漢章帝下詔讓馬光留在京城。

馬光為人處事小心、周到而細密，馬光母親去世後，馬光十分傷心，漢章帝因此特別喜愛馬光，恢復馬光特進之位，馬光的兒子馬康任黃門侍郎。永元二年（90年），馬光擔任太僕、馬康任侍中。竇憲被誅殺後，由於馬光和竇憲相當友好於是獲罪被免職返回封地。永元六年（94年），馬光被竇憲的家奴玉當誣陷意圖反叛，馬光沒辦法證明自己清白，於是自殺，馬光家人回原所在之郡。馬康遭郡中官吏所殺。馬光死後，竇憲另一位家奴郭扈證實了馬光的清白。馬光的兒子馬郎上書請求將馬光安葬於舊墳，詔令准許。
永初七年（113年），鄧太后詔諸馬子孫返還京師，續封馬光的兒子馬朗為合鄉侯。

## 家庭

### 父
- 馬援，東漢開國功臣。

### 兄
- 馬廖，東漢安侯。
- 馬防，東漢翟鄉侯。

### 弟
- 馬客卿

### 妹
- 馬姜，賈復兒媳。
- 明德皇后，漢明帝劉莊的皇后。

### 子
- 馬康，東漢侍中。
- 馬朗，東漢合鄉侯。[13]